# Adalbert Stifter
Pour les articles homonymes, voir Stifter.
Adalbert Stifter, né le 23 octobre 1805 à Oberplan en Bohême, et mort le 28 janvier 1868 à Linz, est un écrivain, peintre et pédagogue autrichien. Il reste l'un des auteurs les plus remarquables de la période Biedermeier.

## Biographie

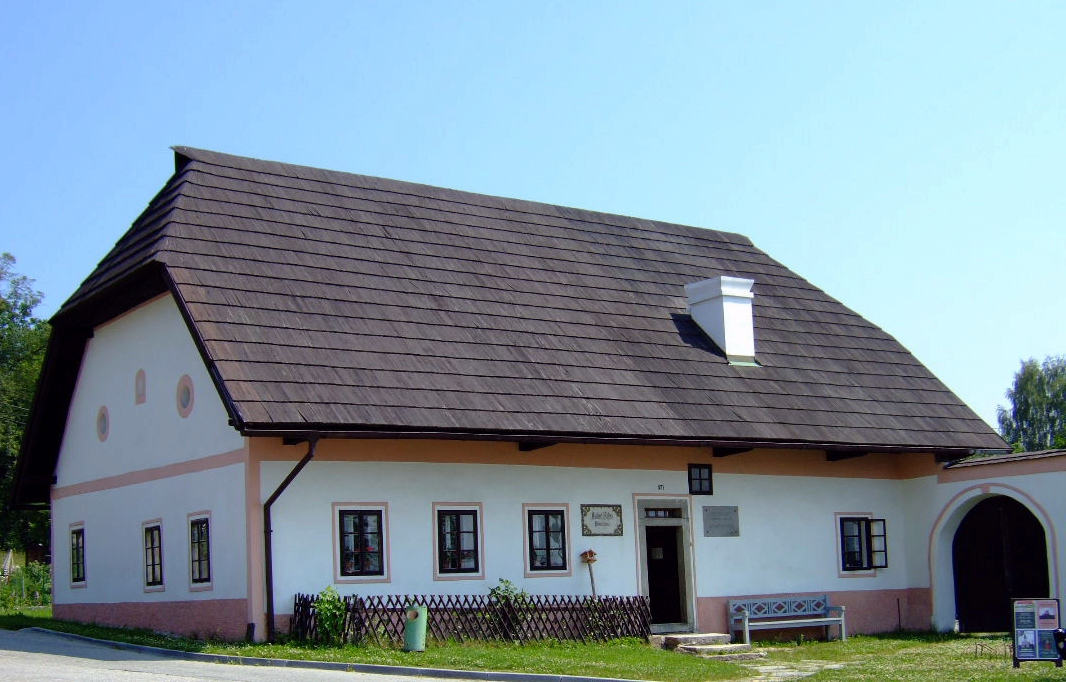
La maison où naquit Adalbert Stifter à Oberplan.

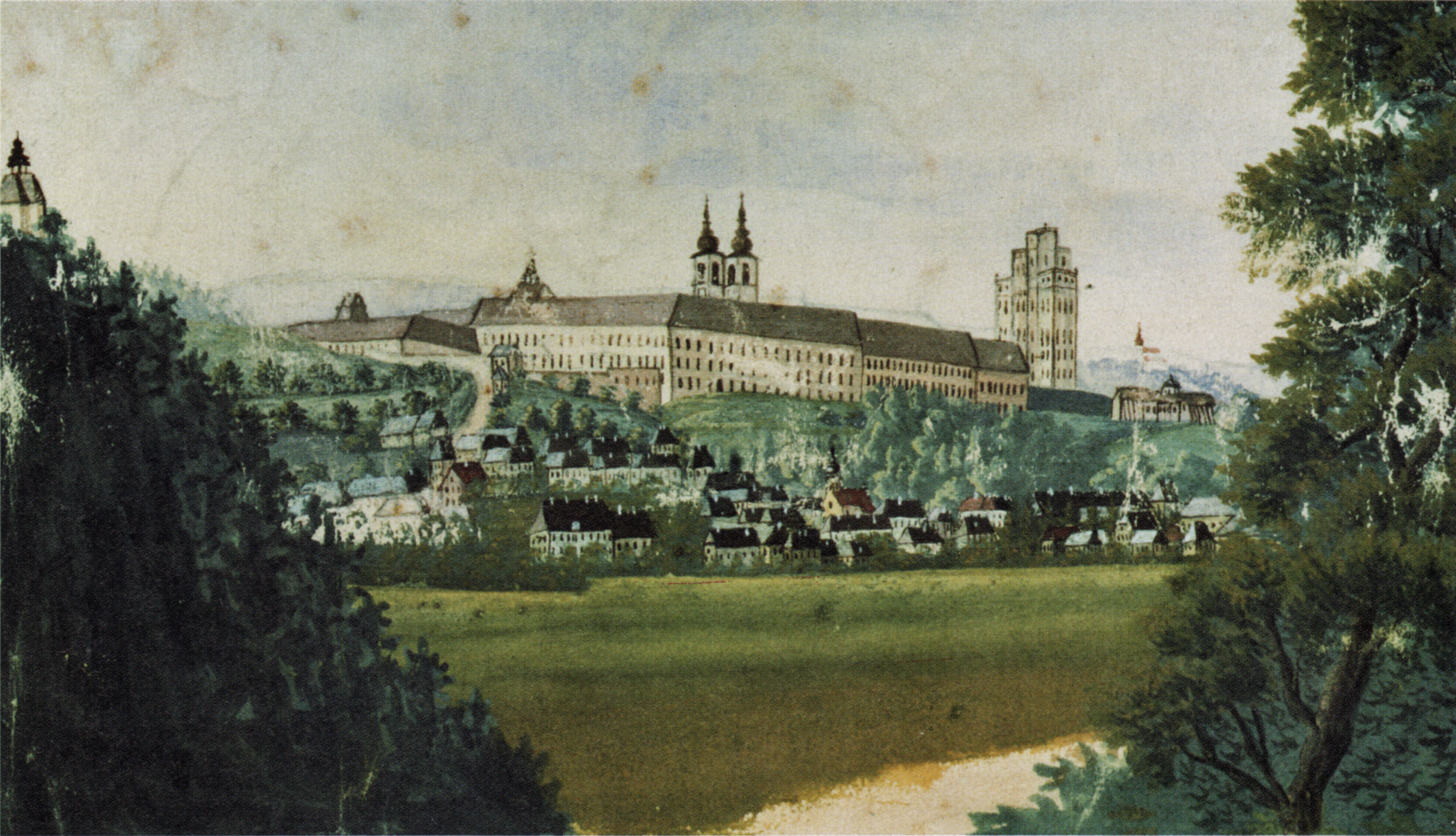
Kremsmünster vers 1823-25, peinture d'Adalbert Stifter quand il y était élève.

Fils d'un tisseur, Adalbert Stifter est né en 1805 à Oberplan (Horní Planá) sur la Moldau, en Bohême méridionale. L'année suivant la mort accidentelle de son père en 1817, il commence ses études à l'école latine de l'abbaye bénédictine de Kremsmünster en Haute-Autriche, où l'enseignement et la formation ont été imprégnés de l'esprit du siècle des Lumières. À l'âge de 20 ans, il a été diagnostiqué avec la variole. Après avoir accompli sa scolarité en 1826, il entreprend des études de droit à l'université de Vienne.
En 1827, il s'éprend de Fanny Greipl, mais les parents de la jeune fille s'opposent au mariage de leur fille avec « un étudiant sans fortune et apparemment sans avenir... ». En 1832, Stifter rencontre Amalia Mohaupt, qu'il épouse en 1837.
Stifter est d'abord partagé entre la peinture et la littérature, mais la publication de sa première nouvelle Der Kondor le rend tout de suite célèbre. Il vit alors de sa plume, tout en donnant des leçons particulières.

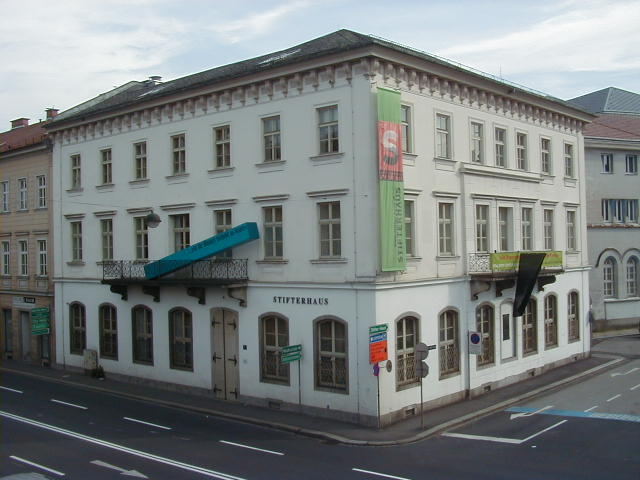
Maison d'Adalbert Stifter à Linz

C'est en 1841 que paraît Die Mappe meines Urgrossvaters (Les Cartons de mon arrière-grand-père).
Il est nommé Inspecteur des écoles primaires de Haute-Autriche en 1850.
Pierres multicolores (Bunte Steine) paraît en 1852.  L'Arrière-saison (Der Nachsommer), considéré comme son chef-d'œuvre, paraît en 1857.
En 1865, Stifter prend sa retraite. Gravement malade, il meurt à Linz en 1868, après s'être tranché la gorge.

## Approche d'un écrivain du Biedermeier
Grand admirateur de Goethe, Adalbert Stifter s'imprègne de son style pour forger un néo-classicisme allemand d'une grande pureté, devenant ainsi l'une des figures de proue du Biedermeier.

### Accueil ambivalent auXXesiècle
Nietzsche, Thomas Mann, Franz Kafka, Robert Walser mais aussi Hermann Hesse étaient tous de grands admirateurs de Stifter.

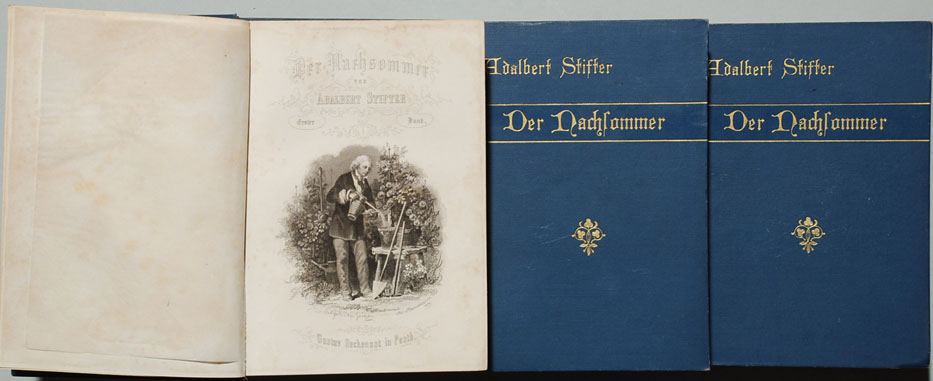
Adalbert Stifter, L'Arrière-saison (Der Nachsommer, 1857).

Selon Michel Foucault, c'est lui qui aurait écrit le plus beau livre de la langue allemande : L'Arrière-saison.
Georges Leroux, qui rapporte ce jugement de Foucault, commente : « C'est un roman d'apprentissage dans lequel on ne trouve aucune menace, aucun risque, aucune trace du mal, uniquement l'accompagnement rempli d'amour du père pour le fils et la dévotion du fils pour le père. »
Thomas Bernhard détestait Stifter, il trouvait que c'était « un bavard insupportable », au « style négligé » : 

« La prose de Stifter, qui est réputée précise et concise, est en réalité vague, impuissante et irresponsable, et d'une sentimentalité petite-bourgeoise et d'une lourdeur petite-bourgeoise. »

## Œuvres

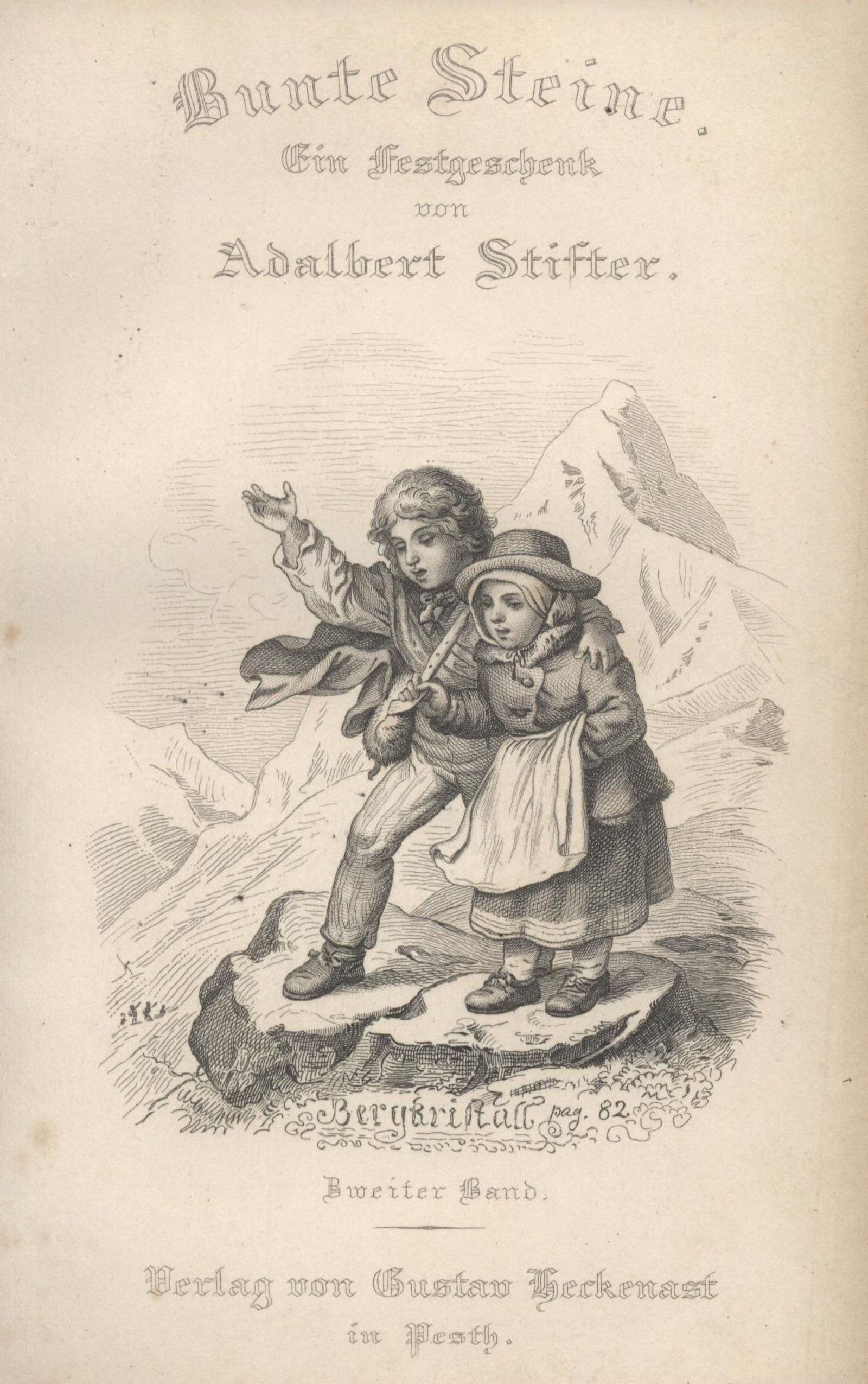
Frontispice (de Ludwig Richter) pour le 2e volume de Bunte Steine, 1853.

### Publications originales en allemand
- Julius (1827-29, publié en 1950)
- Der Kondor (Le condor, 1840)
- Das Haidedorf (Le village de la lande, 1840)
- Feldblumen (Fleurs des champs, 1840)
- Die Mappe meines Urgrossvaters (Les cartons de mon arrière-grand-père, 1841, première version)
- Der Hochwald (Les grands bois, 1841)
- Die Narrenburg (Le château des fous, 1842)
- Abdias (1843)
- Wirkungen eines weissen Mantels (Conséquences d'un manteau blanc, 1843, repris dans Bunte Steine sous le titre Bergmilch)
- Brigitta (1843)
- Das alte Siegel   (Le vieux cachet, 1844)
- Studien I (1844) comportant :
  - la Préface
  - Der Kondor
  - Feldblumen
  - Das Haidedorf
- Studien II (1844) comportant :
  - Der Hochwald
  - Die Narrenburg
- Der Hagestolz (L'homme sans postérité ou Le vieux garçon, 1844)
- Der Waldsteig (Le sentier forestier, 1845)
- Der Heilige Abend (La veillée sainte, 1845, repris dans Bunte Steine sous le titre Bergkristall)
- Die Schwestern (Les deux sœurs, 1845)
- Der beschriebene Tännling (Le sapin aux inscriptions, 1845)
- Der Waldgänger (Le promeneur de la forêt, 1846)
- Studien III (1847) recueil incluant :
  - Die Mappe meines Urgrossvaters (deuxième version)
- Studien IV (1844) recueil incluant :
  - Abdias
  - Das alte Siegel 
  - Brigitta
- Prokopus (1843)
- Der arme Wohltäter (Le pauvre bienfaiteur, 1847, repris dans Bunte Steine sous le titre Kalkstein)
- Die Pechbrenner (Le brûleur de poix, 1848, repris dans Bunte Steine sous le titre Granit)
- Studien V (1850) recueil incluant :
  - Der Hagestolz
  - Der Waldsteig
- Studien VI (1850) recueil incluant :
  - Zwei Schwestern
  - Der beschriebene Tännling
- Der Pförtner im Herrenhause (Le portier de la maison de maître, 1851, repris dans Bunte Steine sous le titre Turmalin)

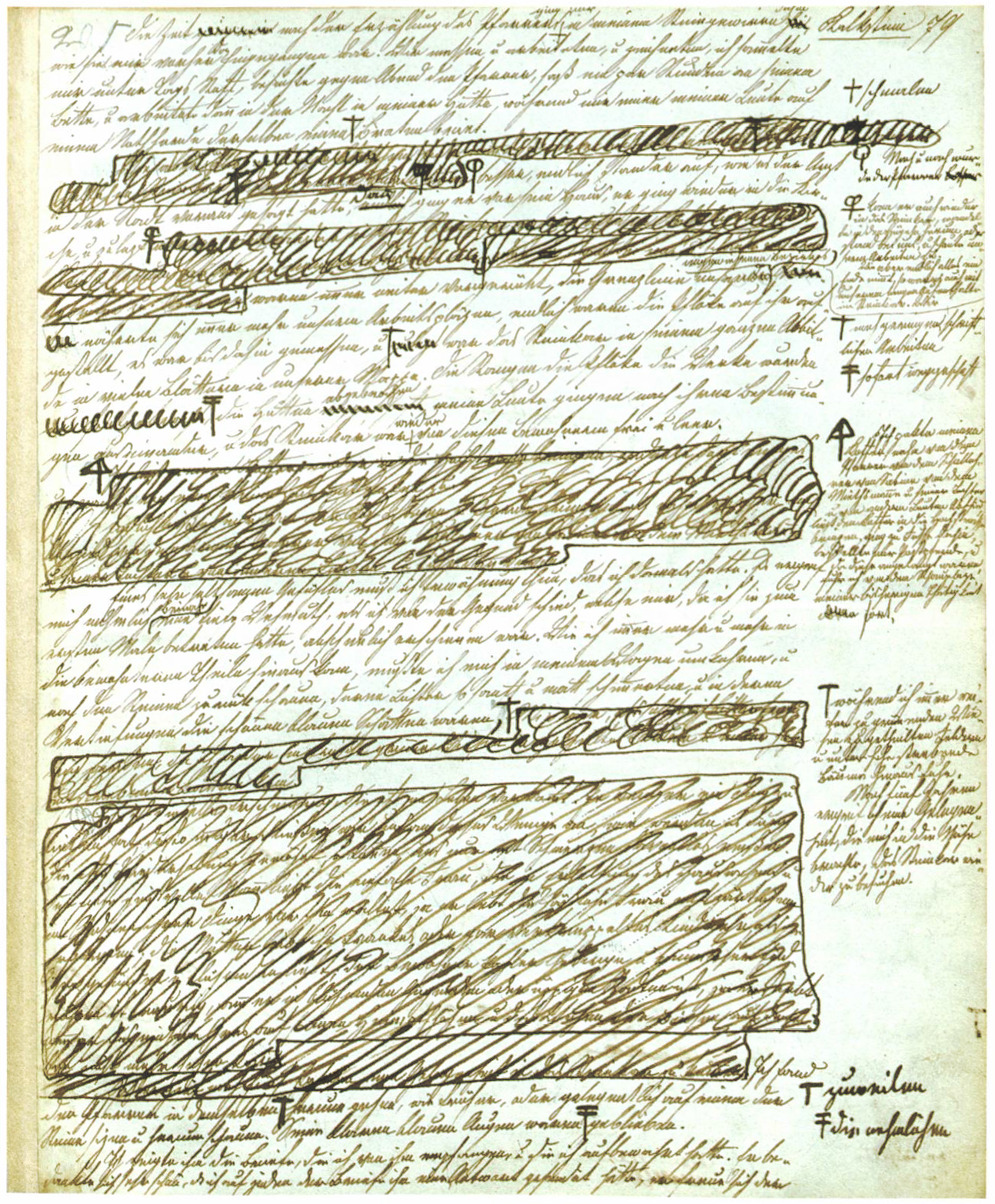
Feuille manuscrite de Kalkstein (Calcaire).

- Bunte Steine  (2 vols., Roches multicolores, 1853)
  - Préface
  - Granit (Granite)
  - Kalkstein (Calcaire)
  - Turmalin (Tourmaline)
  - Berkristall (Cristal de roche)
  - Katzensilber (Mica blanc)
  - Bergmilch (Lait de roche)
- Der Nachsommer (L'été de la Saint-Martin ou L'arrière-saison, 1857)
- Die Nachkommenschaften (La descendance, 1863)
- Witiko (1865-1867)
- Der Waldbrunnen (La fontaine de la forêt, 1866)
- Der Kuss von Sentze (Le baiser de Sentze, 1866)
- Die Mappe meines Urgrossvaters (Les cartons de mon arrière-grand-père,  1867, dernière version, inachevée, publiée en 1947)
- Aus dem bairischen Walde (Dans la forêt de Bavière, 1868)

### Traductions françaises
- Le Cristal de roche, et autres nouvelles (Le Célibataire, Brigitte, Le Sentier dans la montagne), traduits par Germaine Guillemot-Magitot, Leipzig, B. Tauchnitz, coll. « série orange » no 7, 1943 (BNF 31408061) ; réédition de la première nouvelle sous le titre Cristal de roche, Paris, Éditions Sillage, 2016  (ISBN 979-10-91896-54-2) ; réédition de la nouvelle Le Sentier dans la montagne, Paris, Éditions Sillage, 2017  (ISBN 979-10-91896-65-8)
- Les Grands Bois, et autres récits (Abdias, Le Chemin forestier), traduits par Henri Thomas, Paris, Gallimard, coll. « Du monde entier », 1979 ; réédition, Paris, Gallimard, coll. « L'Imaginaire » no 649, 2013  (ISBN 978-2-07-014328-3) Contient Le Chemin forestier une traduction inédite de la nouvelle déjà traduite sous le titre Le Sentier dans la montagne (Der Waldsteig)
- L'Homme sans postérité, traduit par Georges-Arthur Goldschmidt, Paris, éditions Phébus, coll. « Verso », 1978  (ISBN 2-85940-020-6) ; réédition, Paris, Seuil, coll. « Points. Roman » no 627, 1993  (ISBN 2-02-014625-8) ; réédition, Paris, Seuil, coll. « Points » no 85, 1995  (ISBN 2-02-025573-1) ; réédition, Paris, Éditions Phébus, coll. « Libretto » no 157, 2004  (ISBN 2-85940-966-1) Nouvelle traduction du court roman déjà traduit en français sous le titre Le Célibataire (Der Hagestolz)
- Le Château des fous, traduit par Alain Coulon, Paris, Aubier, coll. « bilingue », 1979  (ISBN 2-7007-0124-0)
- Cristal de roche, traduit par Bernard Kreiss, Nîmes, Éditions Jacqueline Chambon, coll. « allemande - Pierres multicolores » no 1, 1988  (ISBN 2-87711-006-0) Nouvelle traduction de la nouvelle précédemment parue sous le titre Le Cristal de roche (Berkristall)
- Les Cartons de mon arrière-grand-père, traduit par Élisabeth de Franceschi, Nîmes, Éditions Jacqueline Chambon, 1989  (ISBN 2-87711-022-2) ; réédition, Cambourakis, 2019  (ISBN 978-2-36624-433-5)
- Brigitta, traduit par Marie-Hélène Clément et Silke Hass, Paris, Éditions Fourbis, 1990  (ISBN 2-907374-20-6) ; réédition, Paris, Seuil, coll. « Points. Roman » no 532, 1992  (ISBN 2-02-012978-7) ; réédition, Tours, Farrago, coll. « SH », 2000  (ISBN 2-84490-026-7) ; réédition dans une traduction revue et corrigée, Paris, Cambourakis, coll. « Literatur », 2015  (ISBN 978-2-36624-158-7) Nouvelle traduction de la nouvelle déjà traduite en français sous le titre Brigitte (Brigitta)
- Tourmaline, suivi de Calcaire et de Lait de roche, traduits par Bernard Kreiss, Nîmes, Éditions Jacqueline Chambon, coll. « Métro - Pierres multicolores » no 2, 1990  (ISBN 2-87711-048-6) ; réédition, Paris, Cambourakis, coll. « Cambourakis poche », 2021  (ISBN 978-2-36624-595-0)
- Le Condor, traduit par Jean-Claude Schneider, Rezé, Éditions Séquences, 1994  (ISBN 2-907156-33-0) ; réédition, Nîmes, Éditions Jacqueline Chambon, 1996  (ISBN 2-87711-149-0)
- Le Village de la lande, traduit par Bernard Kreiss, Nîmes, Éditions Jacqueline Chambon, coll. « Métro », 1994  (ISBN 2-87711-106-7)
- Descendances, traduit par Jean-Yves Masson, Nîmes, Éditions Jacqueline Chambon, coll. « Métro », 1996  (ISBN 2-87711-148-2) ; réédition, Paris, Cambourakis, 2018  (ISBN 978-2-36624-363-5)
- L'Arrière-saison, traduit par Martine Keyser, Paris, Gallimard, coll. « Hors série Littérature »,  (ISBN 2-07-075082-5)
- Les Deux Sœurs, traduit par Claude Maillard, Belval, Éditions Circé, 2004  (ISBN 2-84242-174-4) ; réédition, Belval, Éditions Circé, coll. « Circé poche » no 31, 2006  (ISBN 2-84242-214-7)
- Fleurs des champs, traduit par Sibylle Muller, Belval, Éditions Circé, 2008  (ISBN 978-2-84242-230-1)
- Dans la forêt de Bavière, traduit par Yves Wattenberg, Saint-Maurice, Éditions Premières pierres, 2010  (ISBN 978-2-913534-09-4)
- Le Cachet, traduit par Sibylle Muller, Belval, Éditions Circé, 2012  (ISBN 978-2-84242-322-3)
- Le Sentier forestier et autres nouvelles, traduit par Nicolas Moutin, avec la collaboration de Fabienne Jourdan, Paris, Les Belles lettres, coll. « Bibliothèque allemande » no 10, 2014  (ISBN 978-2-251-83010-0) Contient la nouvelle Le Sentier forestier déjà traduites en français sous les titres Le Sentier dans la montagne et Le Chemin forestier, d'une traduction inédite de la nouvelle Le Cachet déjà traduite sous ce titre en 2012, ainsi que la nouvelle Le Sapin aux inscriptions)
- Le Vieux Garçon, traduit par Marion Roman, Paris, Éditions Sillage, 2014  (ISBN 979-10-91896-21-4) Nouvelle traduction du court roman déjà traduit en français sous les titres Le Célibataire et L'Homme sans postérité (Der Hagestolz)
- Le Château des fous, traduit par Frédérique Laurent, Belval, Circé, 2017  (ISBN 978-2-84242-434-3) Nouvelle traduction du court roman déjà traduit en français sous ce même titre en 1979